# Escòria
|  | Per a altres significats, vegeu «escòria volcànica». |

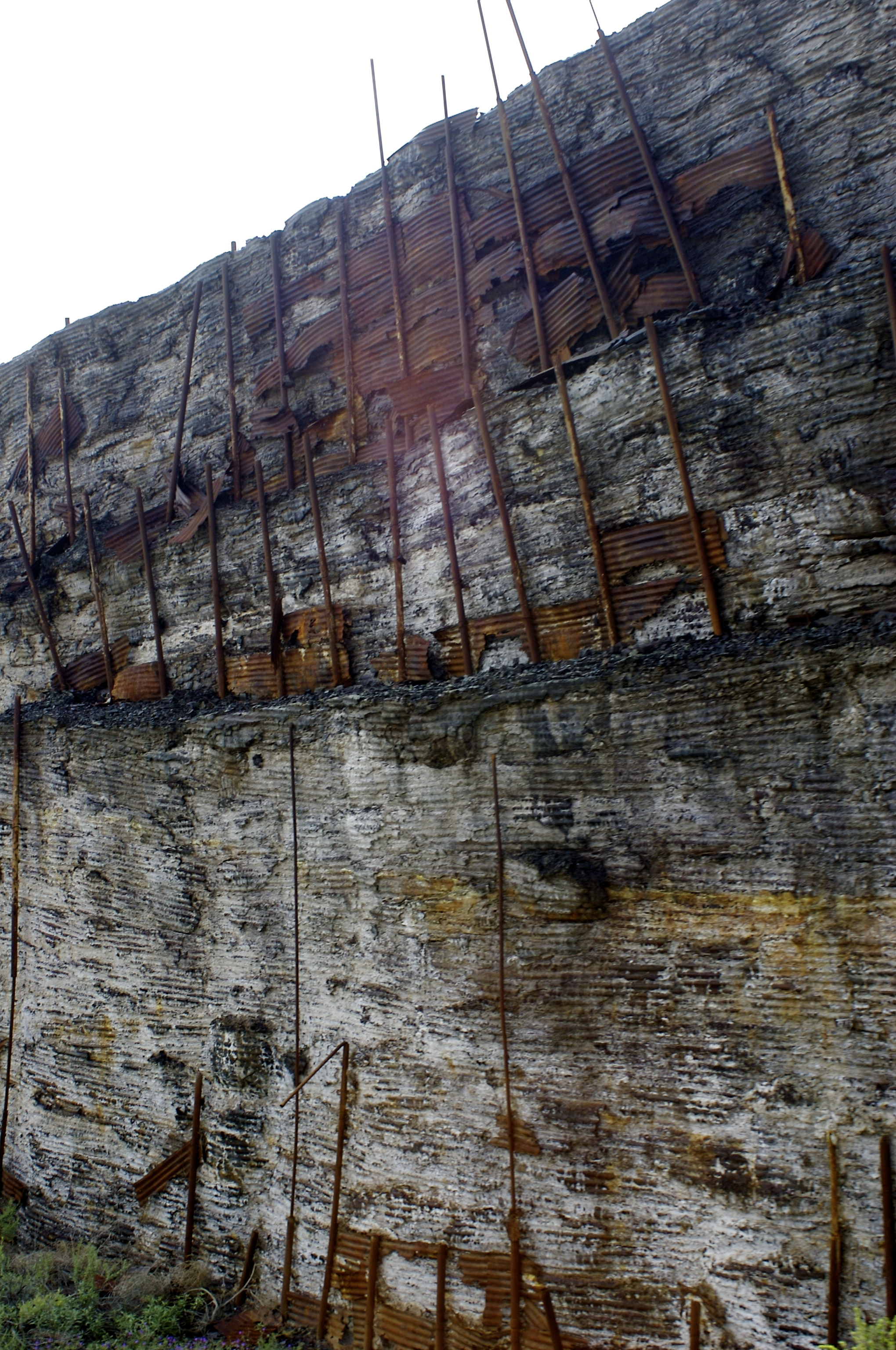
Camí entre una pila d'escòria a Clarkdale, Arizona.

L'escòria o el cagaferro és un subproducte de la mineria en fondre els minerals per a aïllar-ne els metalls. Es poden considerar com una barreja d'òxids metàl·lics; tanmateix, poden contenir sulfurs de metall i àtoms de metall element. Encara que l'escòria sol usar-se com un mecanisme d'eliminació de residus, també pot servir per altres propòsits, com per ajudar en el control de al temperatura del procés i per minimitzar la reoxidació del metall líquid final abans de passar al motlle.
En la natura el minerals de metalls com el ferro, el coure, l'alumini i altres metalls es troben en estas impurs, sovint oxidats i mesclats amb silicats d'altres metalls.
Durant la fosa, quan la mena està exposada a altes temperatures, aquestes impureses se separen del metall fos i es poden retirar. Aquests conjunt de compostos que se'n retira és l'escòria.
El processos de foneria ferrosos i no ferrosos produeixen escòries diferents. Per exemple, la del coure i el plom, no ferrosa, està dissenyada per eliminar el ferro i la sílice que solen trobar-s'hi en aquests minerals, i es prepara en forma d'escòria basada en el silicat de ferro. Per altra banda, l'escòria dels processos d'obtenció d'acer es dissenya per minimitzar la pèrdua de ferro i, per tant, conté principalment calci, magnesi i alumini.
L'escòria té molts usos comercials encara que també se sol rebutjar. Normalment es torna a processar per separar algun altre metall que contingui. Les restes d'aquesta recuperació es poden utilitzar com a balast pel ferrocarril i com a fertilitzant. S'ha utilitzat com a metall per a pavimentació i com una forma barata i duradora d'enfortir les parets inclinades dels espigons.